# Associazione Calcio Marzotto 1957-1958
Questa pagina raccoglie le informazioni riguardanti l'Associazione Calcio Marzotto nelle competizioni ufficiali della stagione 1957-1958.

## Rosa
| N. |                   | Ruolo | Calciatore          |
| -- | ----------------- | ----- | ------------------- |
|    | Italia (bandiera) | P     | Roberto Anzolin     |
|    | Italia (bandiera) | A     | Pietro Biagioli     |
|    | Italia (bandiera) | A     | Livio Busato        |
|    | Italia (bandiera) | D     | Giuseppe Formica    |
|    | Italia (bandiera) | A     | Attilio Frizzi      |
|    | Italia (bandiera) | A     | Fulvio Mosca        |
|    | Italia (bandiera) | A     | Nicola Novali       |
|    | Italia (bandiera) | D     | Bruno Padulazzi     |
|    | Italia (bandiera) | C     | Vincenzo Occhetta   |
|    | Italia (bandiera) | C     | Gian Battista Odone |

| N. |                   | Ruolo | Calciatore         |
| -- | ----------------- | ----- | ------------------ |
|    | Italia (bandiera) | A     | Ferdinando Parise  |
|    | Italia (bandiera) | C     | Attilio Porra      |
|    | Italia (bandiera) | P     | Emilio Pozzan      |
|    | Italia (bandiera) | A     | Giovanni Rovatti   |
|    | Italia (bandiera) | A     | Angelo Ruffinoni   |
|    | Italia (bandiera) | C     | Giorgio Rumignani  |
|    | Italia (bandiera) | C     | Neri Sacchiero     |
|    | Italia (bandiera) | A     | Giampiero Schiavo  |
|    | Italia (bandiera) | C     | Marcello Svorenich |
|    | Italia (bandiera) | A     | Vitaliano Temellin |

## Risultati

### Campionato

#### Girone di andata
| 15 settembre 1957 1ª giornata | Marzotto Valdagno | 4 – 0 | Messina |  |

| 22 settembre 1957 2ª giornata | Marzotto Valdagno | 1 – 0 | Palermo |  |

| 29 settembre 1957 3ª giornata | Parma | 3 – 0 | Marzotto Valdagno |  |

| 6 ottobre 1957 4ª giornata | Marzotto Valdagno | 3 – 2 | Simmenthal-Monza |  |

| 13 ottobre 1957 5ª giornata | Triestina | 1 – 0 | Marzotto Valdagno |  |

| 20 ottobre 1957 6ª giornata | Marzotto Valdagno | 1 – 0 | Como |  |

| 27 ottobre 1957 7ª giornata | Prato | 2 – 1 | Marzotto Valdagno |  |

| 8 ottobre 1978 8ª giornata | Marzotto Valdagno | 3 – 4 | Venezia |  |

| 10 novembre 1957 9ª giornata | Sambenedettese | 2 – 0 | Marzotto Valdagno |  |

| 17 novembre 1957 10ª giornata | Marzotto Valdagno | 3 – 1 | Lecco |  |

| 24 novembre 1957 11ª giornata | Bari | 2 – 0 | Marzotto Valdagno |  |

| 8 dicembre 1957 12ª giornata | Taranto | 0 – 1 | Marzotto Valdagno |  |

| 15 dicembre 1957 13ª giornata | Marzotto Valdagno | 2 – 1 | Novara |  |

| 29 dicembre 1957 14ª giornata | Marzotto Valdagno | 4 – 1 | Brescia |  |

| 5 gennaio 1958 15ª giornata | Cagliari | 2 – 0 | Marzotto Valdagno |  |

| 12 gennaio 1958 16ª giornata | Marzotto Valdagno | 1 – 0 | Zenit Modena |  |

| 21 dicembre 1986 17ª giornata | Catania | 0 – 1 | Marzotto Valdagno |  |

#### Girone di ritorno
| 26 gennaio 1958 18ª giornata | Messina | 0 – 1 | Marzotto Valdagno |  |

| 2 febbraio 1958 19ª giornata | Palermo | 2 – 2 | Marzotto Valdagno |  |

| 9 febbraio 1958 20ª giornata | Marzotto Valdagno | 1 – 0 | Parma |  |

| 16 febbraio 1958 21ª giornata | Simmenthal-Monza | 1 – 1 | Marzotto Valdagno |  |

| 23 febbraio 1958 22ª giornata | Marzotto Valdagno | 2 – 0 | Triestina |  |

| 2 marzo 1958 23ª giornata | Como | 3 – 0 | Marzotto Valdagno |  |

| 9 marzo 1958 24ª giornata | Marzotto Valdagno | 1 – 1 | Prato |  |

| 16 marzo 1958 25ª giornata | Venezia | 1 – 1 | Marzotto Valdagno |  |

| 30 marzo 1958 26ª giornata | Marzotto Valdagno | 6 – 0 | Sambenedettese |  |

| 6 aprile 1958 27ª giornata | Lecco | 1 – 1 | Marzotto Valdagno |  |

| 13 aprile 1958 28ª giornata | Marzotto Valdagno | 1 – 1 | Bari |  |

| 20 aprile 1958 29ª giornata | Marzotto Valdagno | 2 – 1 | Taranto |  |

| 27 aprile 1958 30ª giornata | Novara | 3 – 0 | Marzotto Valdagno |  |

| 4 maggio 1958 31ª giornata | Brescia | 1 – 0 | Marzotto Valdagno |  |

| 11 maggio 1958 32ª giornata | Marzotto Valdagno | 3 – 0 | Cagliari |  |

| 18 maggio 1958 33ª giornata | Zenit Modena | 1 – 1 | Marzotto Valdagno |  |

| 25 maggio 1958 34ª giornata | Marzotto Valdagno | 2 – 1 | Catania |  |